# Chateau-sur-Mer
Chateau-sur-Mer es una de las primeras grandes mansiones de la Gilded Age en Newport, en el estado de Rhode Island (Estados Unidos). Ubicada en 424 Bellevue Avenue, ahora es propiedad de la Sociedad de preservación del condado de Newport y está abierta al público como museo. La gran escalera y las lujosas fiestas que allí tuvieron lugar marcaron el comienzo de la Edad Dorada de Newport, ya que fue la residencia más cara de la ciudad hasta la construcción de las mansiones de los Vanderbilt en la década de 1890. Fue designada Hito Histórico Nacional en 2006.

## Descripción e historia
Chateau-sur-Mer se completó en 1852 como una villa de estilo italianizante para William Shepard Wetmore, un comerciante en el Old China Commerce originario de St. Albans, en el estado de Vermont. El arquitecto y constructor fue Seth C. Bradford, y se usó granito de Fall River en su construcción. Se considera un hito de la arquitectura victoriana, y figura en muebles, papeles pintados, cerámica y estarcido.
Wetmore murió el 16 de junio de 1862 en Chateau-sur-Mer y le dejó la mayor parte de su fortuna a su hijo George Peabody Wetmore. Este se casó con Edith Keteltas en 1869. Durante la década de 1870, los Wetmore partieron en un viaje prolongado a Europa, dejando al arquitecto Richard Morris Hunt para remodelar y redecorar la casa al estilo Segundo Imperio. Como resultado, Chateau-sur-Mer muestra la mayoría de las principales tendencias de diseño de la última mitad del siglo XIX. Las alteraciones de Hunt expandieron enormemente la casa, agregando una nueva ala de tres pisos, una puerta cochera y una torre de cuatro pisos con techo abuhardillado. La cochera también se amplió, de una manera que afín al diseño original de Bradford. Hunt también diseñó la puerta de entrada de la finca, que tiene un estilo neogriego, pero con postes inspirados en obeliscos egipcios.
La pieza central del interior de la mansión es su gran salón, una enorme cámara de tres pisos con un techo de 13,7 m de altura y balcones amplios. La sala de billar es de estilo Eastlake, con vigas de roble alineadas en diagonal en el techo y suelo de espiga. La biblioteca tiene un diseño italiano y en realidad fue diseñada y construida en Italia, luego desmontada y transportada a Newport. El pasillo de mármol sirvió originalmente como entrada principal de la casa y está terminado con una variedad de diferentes colores. Se cerró en 1920 reemplazando la puerta principal por una ventana salediza. La sala verde sirvió como área de recepción para mujeres y fue diseñada en 1900 por Ogden Codman, Jr. en estilo Luis XV. El salón de baile está decorado con candelabros de cristal y yeso fino, una de las pocas salas que permaneció relativamente inalterada por el trabajo de Hunt. El comedor es de estilo renacentista y también fue construido en Italia.
Chateau-sur-Mer fue una de las pocas "cabañas" (cottage) de Newport construidas como residencia durante todo el año, a diferencia de la mayoría de las otras construidas durante este período que eran casas de verano, porque los Wetmore eran una familia de Nueva Inglaterra que hizo de Newport su hogar. George fue muy activo en la política de Rhode Island a fines del siglo XIX y fue republicano de toda la vida. Fue miembro del Colegio Electoral de 1880 y nuevamente en 1884; fue elegido gobernador de Rhode Island en 1885 y ganó la reelección en 1886, pero fue derrotado en un intento por un tercer mandato en 1887. En 1894, la Asamblea General de Rhode Island lo eligió para el Senado de los Estados Unidos, donde permaneció hasta 1913.
La casa fue agregada al Registro Nacional de Lugares Históricos en 1968 y comprada por la Preservation Society of Newport County en 1969. Fue declarada Hito Histórico Nacional en 2006. La antigua cochera y los establos de la finca Chateau-Sur-Mer son propiedad de la Universidad Salve Regina y actualmente se están renovando como un centro de arte visual y conservación conocido como Wetmore Hall.

## Imágenes

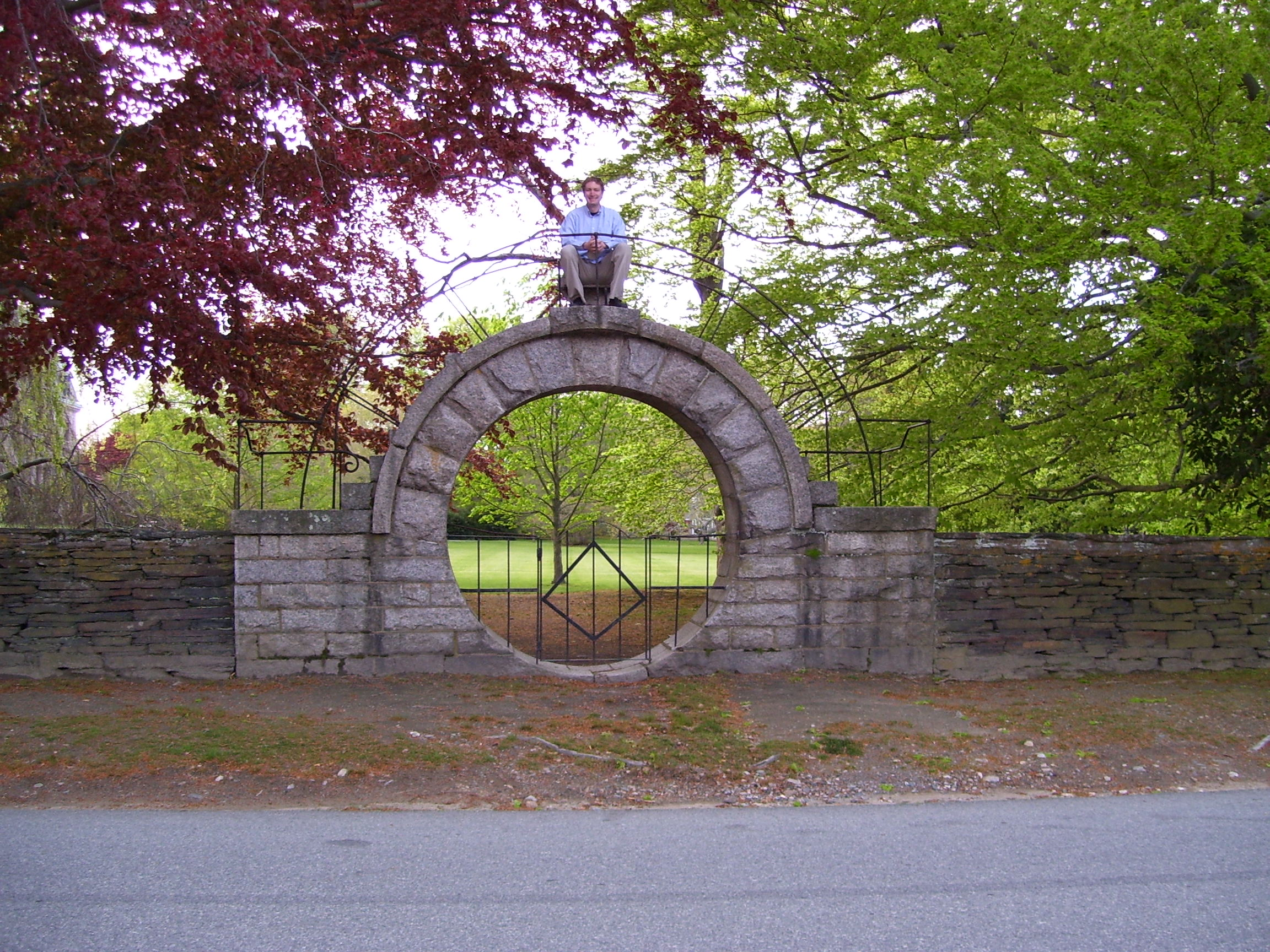
El asiento del mono y la puerta de la luna
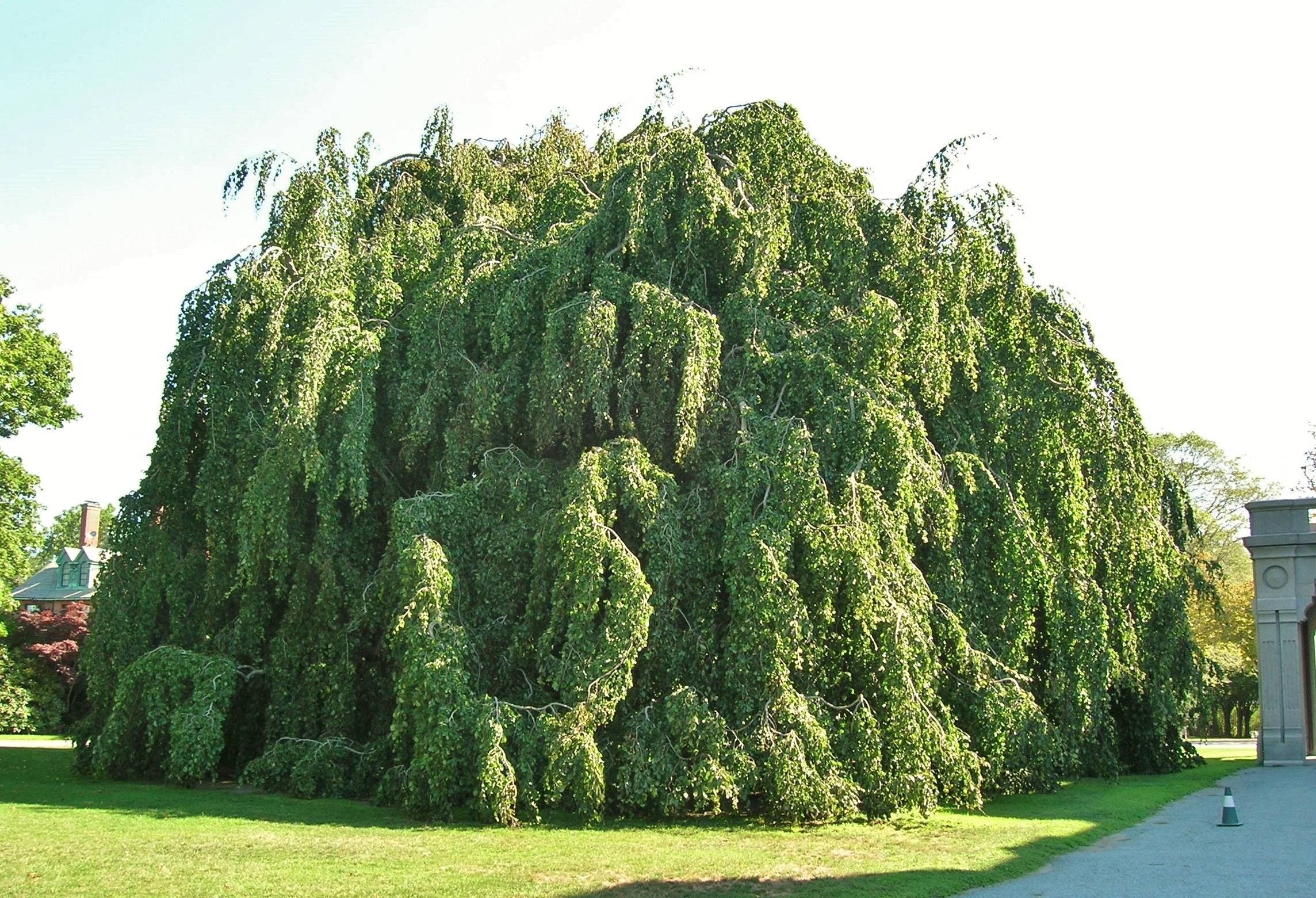
Haya europea
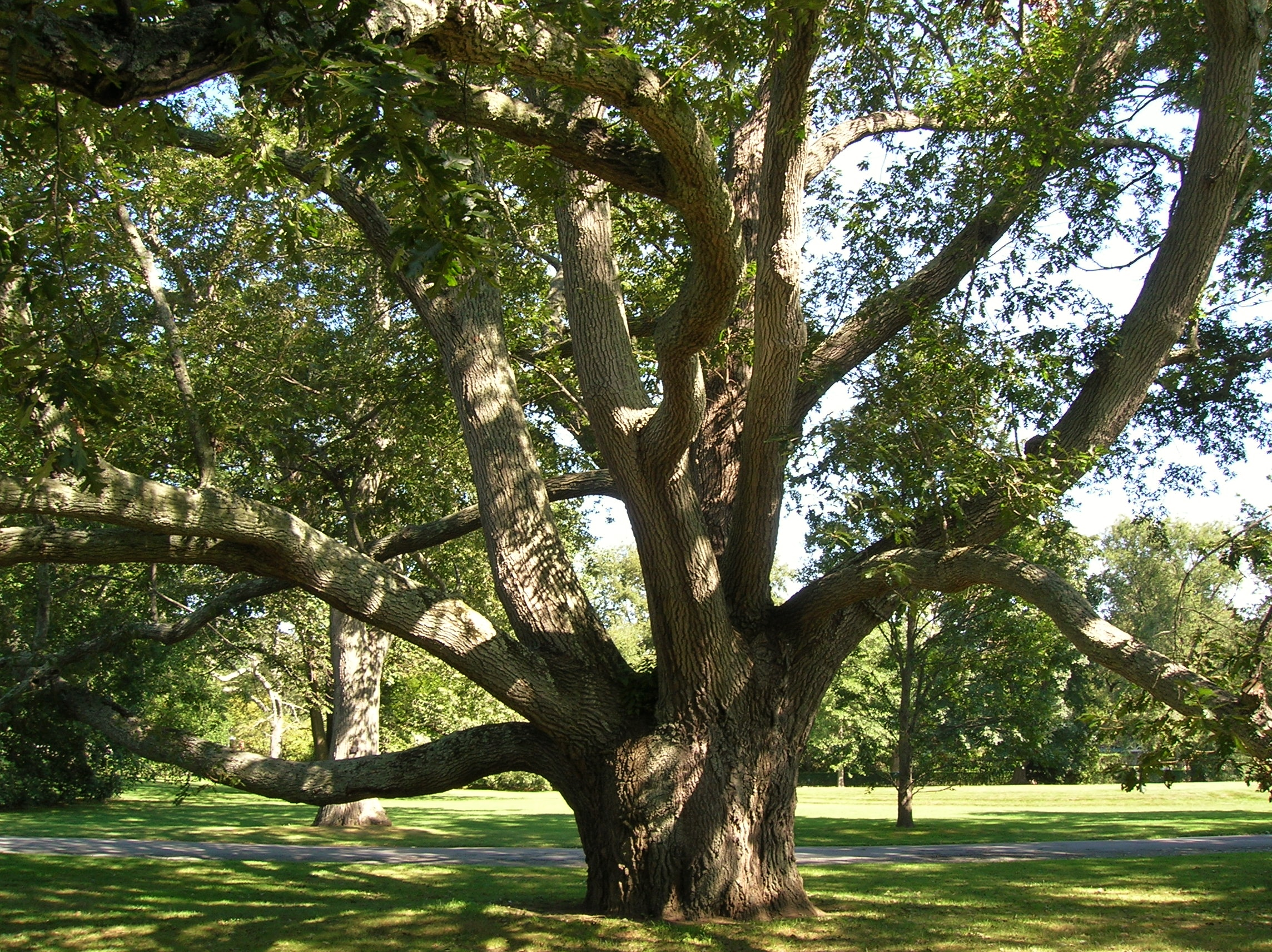
Roble de Turquía
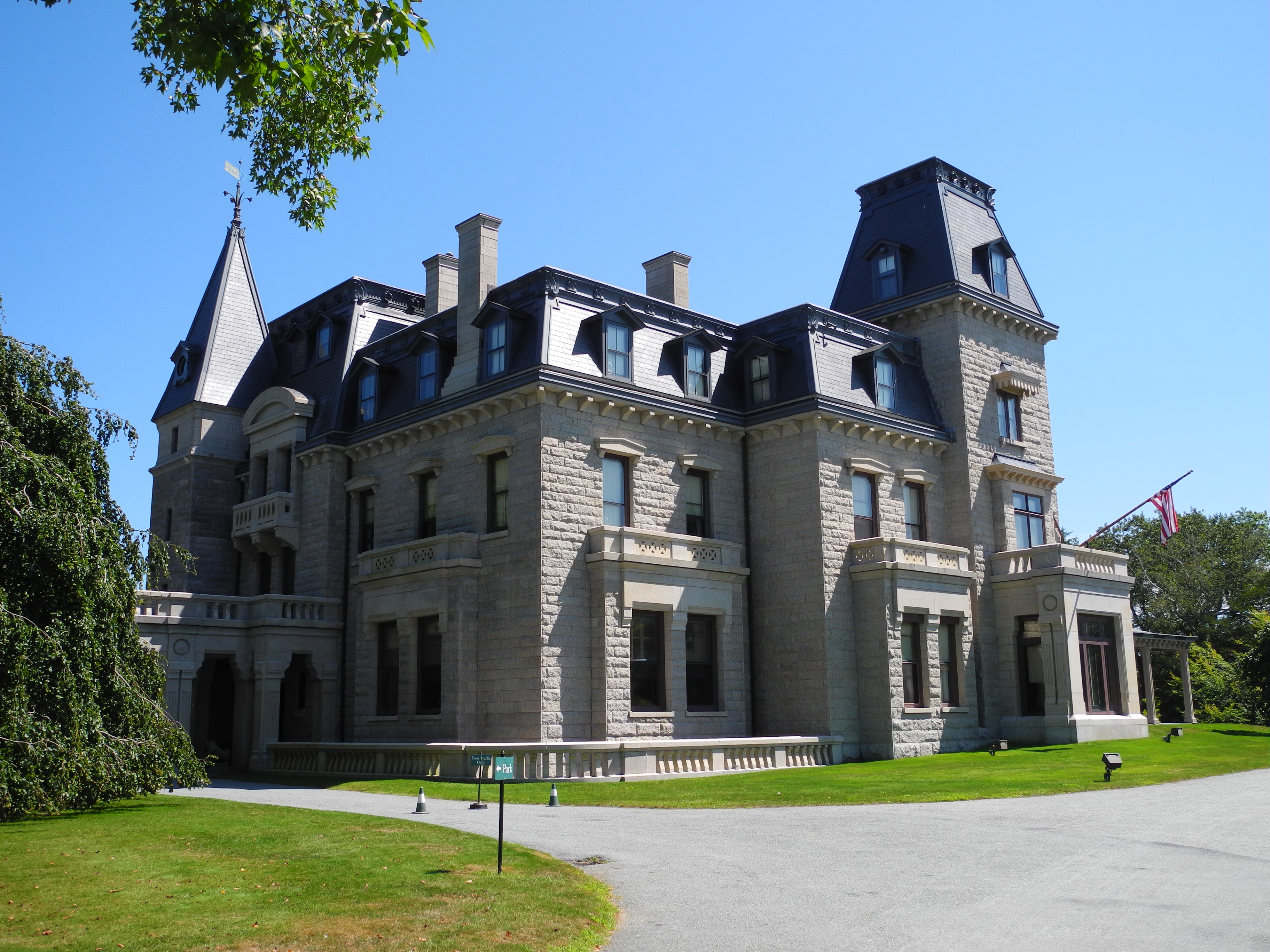
Vista lateral
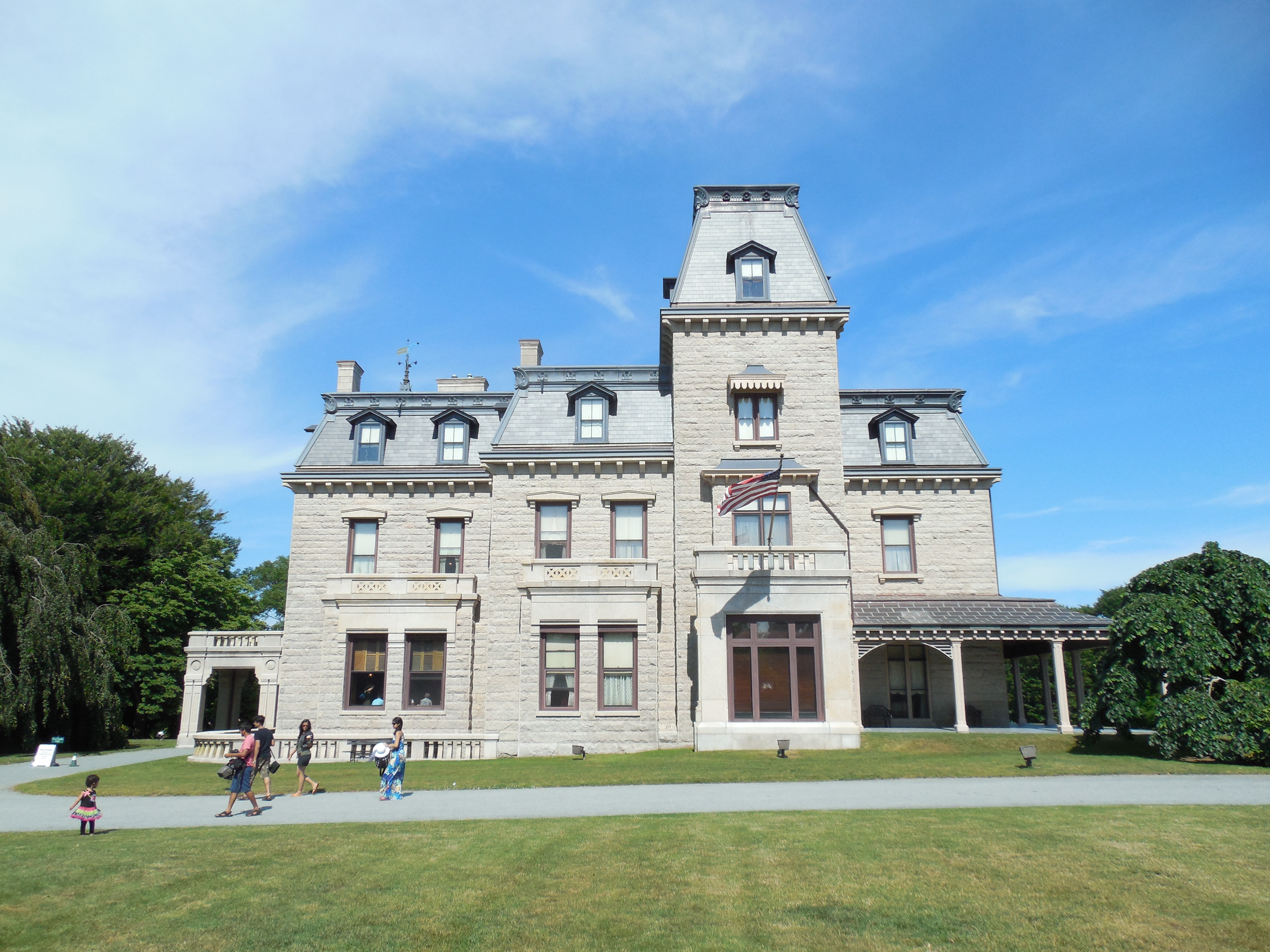
Fachada principal
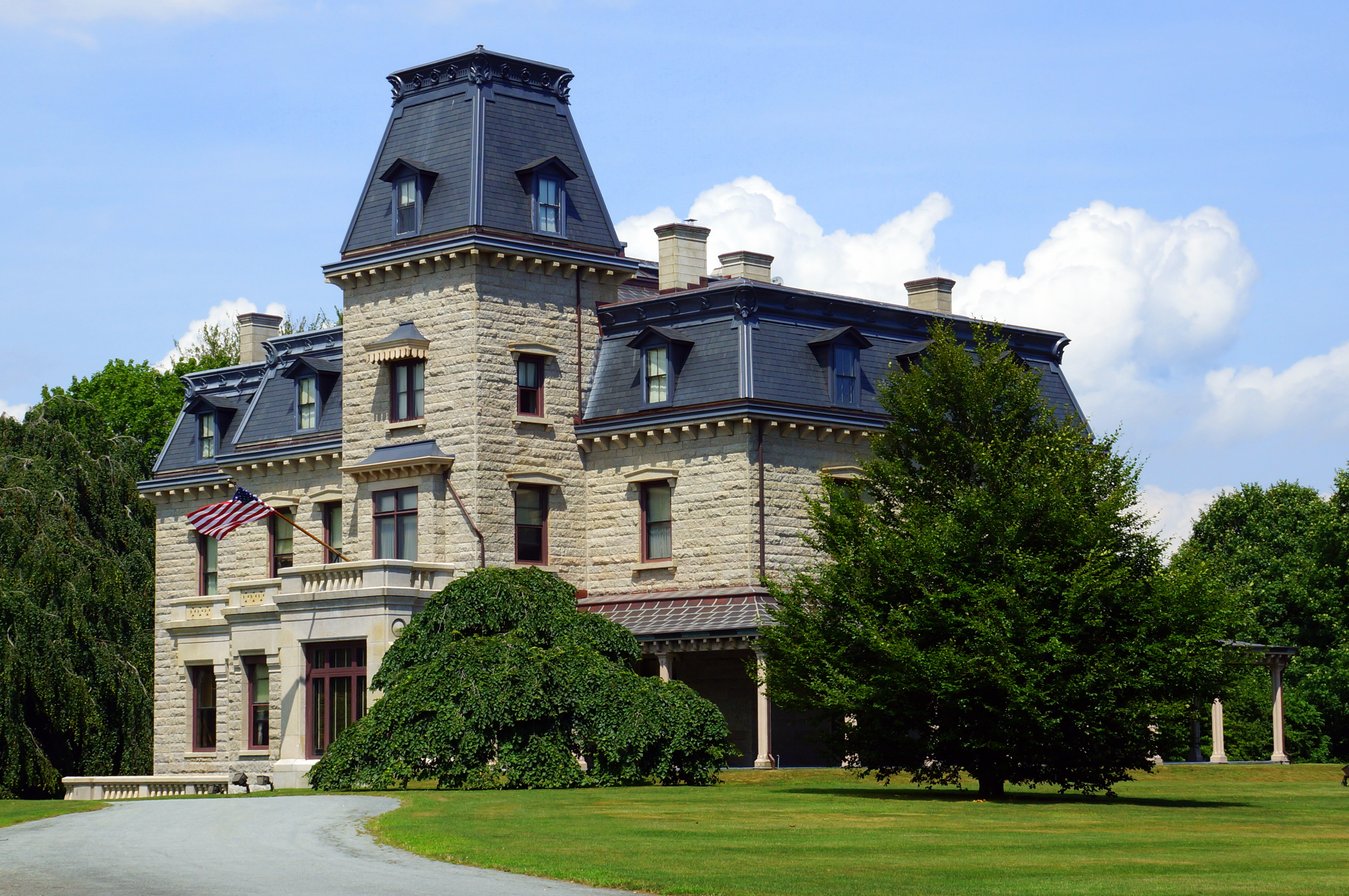
Vista lateral